# Pablo de Coronel
Pablo de Coronel ou Paul Nuñez Coronel (Segóvia c1480 - Salamanca, 30 de setembro de 1534) foi um hebraísta espanhol e professor de hebraico na Universidade de Salamanca. Ele treinou para ser rabino, mas se converteu ao cristianismo antes da expulsão dos judeus da Espanha em 1492. O Cardeal Jiménez de Cisneros o encarregou, junto com Alfonso de Alcalá, de Alcalá la Real, de fornecer uma nova tradução da Bíblia Hebraica para o Latim para o Poliglota Complutense (1514-1517). Ele trabalhou ao lado de outro hebraísta converso, Alfonso de Zamora. Ele foi um dos três estudiosos a assumir a cadeira de Hebraico de Zamora na Universidade de Salamanca.

Ele também escreveu um comentário sobre a obra de Nicolau de Lira (c 1330), "Additiones ad Librum Nicolai Lirani de Differentiis Translationum (Verborum)", que sobreviveu apenas no manuscrito. 